# Адам Готлоб Йоленшлегер
Адам Готлоб Йоленшлегер (на датски: Adam Gottlob Oehlenschläger, 14 ноември 1779 - 20 януари 1850) е датски национален поет от Романтизма. Автор е на националния химн на Дания – „Der er et Yndigt Land“ (Има една прекрасна страна).

## Биография
Йоленшелегер е роден в Вестербро (Западен мост), тогава предградие на Копенхаген, на 14 ноември 1779 г. Баща му, роден в Шлезвиг, е органист по това време, но по-късно става пазач на кралския дворец Фредериксберг. Той е много енергичен и весел човек. Майката на поета, която има немски корени, от друга страна страда от депресия, която впоследствие се превръща в меланхолична лудост.
Адам и неговата сестра София не получават специално образование по време на своето детство. Научават се само как да четат и пишат. На 9-годишна възраст Йоленшелегер започва да прави първите си опити в поезията, сътворявайки стихчета. Три години по-късно, докато се разхожда из градините Фредериксберг, той привлича вниманието на поета Едвард Сторм. Резултатът от последвалия разговор между тях е, че Адам е приет в колеж, наречен Училище на идните поколения – важен образователен институт, чийто директор е самият Сторм. Поетът преподава Скандинавска митология и така Йоленшлегер още от най-ранна възраст получава предразположеност към поетичната религия на своите прадеди.
Йоленшлегер получава първо причастие през 1795 г. и има намерение да замине да чиракува на търговец в Копенхаген. За голяма радост на Адам плановете не се получават и той се връща в дома на баща си. В този момент от живота си на 18-годишна възраст той се заема сериозно със своите книги, но скоро ги изоставя, когато му предлагат да работи в театъра. През 1797 г. се появява неколкократно на сцената като актьор и изиграва няколко успешни роли, но скоро открива, че не притежава истински театрален талант. Братята Йорстед, с които Йоленшлегер има близки приятелски отношения, оказали се доста изгодни за него, го убеждават да се откаже от сцената и през 1800 г. е приет в Копенхагенския университет. Ала за жалост той не може да се отдаде на своите проучвания заради непрестанни пречки. Първо поради смъртта на майка му, след това поради заклетата си любов към поезията и освен това заради битката при Копенхаген през април 1801 г. Битката обаче го вдъхновява да напише кратко есе („Втори април 1801“) – първото подобно произведение от поета, което се е запазило до днес.
През лятото на 1802, когато Йоленшлегер вече е публикувал няколко свои стихотворения във вестниците, младият скандинавски философ Хенрик Щефенс се връща в Конехаген след дълга визита при Шелинг в Германия и е изпълнен с нови романтични идеи. Неговите лекции в университета, в които Гьоте и Шилер за пръв път са представени на датската публика, имат огромен успех. Щефенс и Йоленшлегер се срещат един ден в клуб Драйер и след 16-часов разговор Адам се прибира удома и написва прелестната поема „Гулдхорнене“ (Златните рогове), която е нещо съвсем различно и ново за датската литература. Този нов ентусиазъм се проявява в някак набързо публикуваните през 1803 няколко тома поеми, в които се отличава запомнящата се творба „Санкт Хансафтен-Щпил“ (Sanct Hansaften-Spil).
През следващите две години поетът твори усилено, създавайки едни от най-големите си шедьоври като „Thors Reise til Jotunheim“ (Пътуването на Тор до Йотунхайм), очарователната поема в хекзаметър Лангеландсрайзен, както и „Аладин“ (1805). На възраст от 26 Йоленшлегер вече е известен като водещия поет на Дания дори в средите на противниците на романтичното движение в литературата. Той събира своите поетични творби в два тома. Не се оказва трудно и да получи субсидия за пътуване в чужбина от правителството и така Адам напуска своята родина за пръв път, присъединявайки се към Щефенс на пътуване до университета Хале-Витенберг, Германия през август 1805 г. Тук той пише първата си голяма историческа трагедия „Хакон Ярл“ (Hakon Jarl), която изпраща в Копенхаген и след това дописва през зимните месеци, прекарани в Берлин, където работи заедно с Хумболт, Фихте и се запознава с Гьоте за пръв път.
През пролетта на 1806 г. заминава за Ваймар, където прекарва няколко месеца, общувайки с Гьоте. Есента на същата година Йоленшлегер прекарва с Тик в Дрезден, а през декември заминава за Париж. Тук той остава осемнадесет месеца и пише три от своите най-известни творби „Baldur hin Gode“ (1808), „Palnatoke“ (1809) и „Axel og Valborg“ (1810). Адам също прави собствен превод на „Аладин“ на немски, като добавя допълнителни части в творбата си, които не се появяват в изданието от 1805. Тази преработена версия се появява в Амстердам през 1808 г. По-късните издания на пиесата не включват добавения текст.
През юли 1808 г. той напуска Париж и прекарва есента и зимата в Швейцария като гост на Мадам дьо Стайол-Холщайн в Копет. През пролетта на 1809 г. Йоленшлегер е в Рим, посещавайки Бертел Торвалдсен, в чиято къща пише своята трагедия „Корегио“. Адам бързо се връща в Дания, отчасти защото иска да поеме поста на професор по естетика в Копенхагенския университет и отчасти за да се ожени за своята зълва от Рабек, за която той отдавна е сгоден. Първите му лекции се отнасят за своя датския предшественик Йоханес Евалд, а вторите – за Шилер. След това неговата литературна активност се повишава; през 1811 публикува ориенталската си история „Ali og Gulhyndi“, а на следващата година – последната от своите шедьоври трагедии – „Щеркодер“.
От 1814 до 1819 той или по-скоро неговите привърженици влизат в дълъг спор с Йенс Имануел Багезен, който е представител на старата дидактическа школа. Това противоборство сякаш нарушава спокойствието на ума на Йоленшлегер и уронва престижа му, оказвайки влияние и върху творбите му. Кулминационният момент на неговия талант може да се отбележи чрез цикъл от величави романси в стихотворна форма, наречени „Helge“ (1814). Трагедията „Hagbarth og Signe“ (1815) показва значително по-ниско качество. През 1817 Адам се връща в Париж и публикува сагата „Hroars“ и трагедията „Fostbrødrene“. През следващата година отново се връща в Копенхаген и пише идилията „Den lille Hyrdedreng“ и сагата, написана по подобие на Едите, „Nordens Guder“. След това пише няколко трагедии, сред които „Erik og Abel“ (1820), и епическото произведение „Hrolf Krake“ (1829). Последните томове с негови творби са „Tordenskjold“ (1833), „Dronning Margrethe“ (1833), „Sokrates“ (1835), „Olaf den Hellige“ (1836), „Knud den Store“ (1838), „Dina“ (1842), „Erik Glipping“ (1843) и „Kiartan og Gudrun“ (1847). На 70-ия му рожден ден на 14 ноември 1849 г. е организиран публичен фестивал в негова чест, на който присъства и краля на Дания. Цялото тържество е изпълнено с голяма пищност и разкош. Адам умира на 20 януари 1850 г. и е погребан в гробището във Фредериксберг. Веднага след смъртта му неговите спомени са издадени в два тома.

## Творби
1. Langelands-reise i sommeren 1804
2. Oehlenschlägers Levnet fortalt af ham selv, 2 тома
3. Axel og Valborg (1810), ISBN 87-87530-01-5.
4. Helge, ISBN 87-87530-03-1.
5. Nordens guder, ISBN 87-87530-02-3.
6. Lyrik, ISBN 87-87530-05-8.
7. Aladdin eller den forunderlige lampe. 1978, ISBN 87-87530-08-2.
8. Digte, ISBN 87-87530-07-4.
9. Æstetiske Skrifter 1800-1812, ISBN 87-87530-09-0.
10. Hakon Jarl hin Rige, ISBN 87-87530-10-4.
11. Prosa, ISBN 87-87530-13-9.

### Първи издания
- Aladdin eller den forunderlige lampe, Копенхаген 1805 / Аладин или лампата на чудесата
- Axel og Valborg, Копенхаген 1810 / Аксел и Валбург
- Corregio, Копенхаген 1811 / Корегио
- Hakon Jarl hin Rige, Копенхаген 1808 / Хакон Ярл
- Palnatoke, Копенхаген 1809 / Палнатоке
- Erindringer, 4 тома, Копенхаген 1850-51 / Спомените на моя живот